# Ходеч (гміна)
Гміна Ходеч (пол. Gmina Chodecz) — місько-сільська гміна у північній Польщі. Належить до Влоцлавського повіту Куявсько-Поморського воєводства.
Станом на 31 грудня 2011 у гміні проживало 6256 осіб.

## Площа
Згідно з даними за 2007 рік площа гміни становила 122.23 км², у тому числі:
- орні землі: 82.00%
- ліси: 10.00%

Таким чином, площа гміни становить 8.30% площі повіту.

## Населення
Станом на 31 грудня 2011:
| Опис     | Загалом | Загалом | Чоловіки | Чоловіки | Жінки | Жінки |
| -------- | ------- | ------- | -------- | -------- | ----- | ----- |
| одиниця  | осіб    | %       | осіб     | %        | осіб  | %     |
| все      | 6256    | 100     | 3124     | 49.94    | 3132  | 50.06 |
| міське   | 1931    | 100     | 934      | 48.37    | 997   | 51.63 |
| сільське | 4325    | 100     | 2190     | 50.64    | 2135  | 49.36 |

## Сусідні гміни
Гміна Ходеч межує з такими гмінами: Бонево, Хоцень, Домбровіце, Любень-Куявський, Пшедеч.